# Ostrinia furnacalis
Ostrinia furnacalis là một loài bướm đêm trong họ Crambidae.

## Hình ảnh

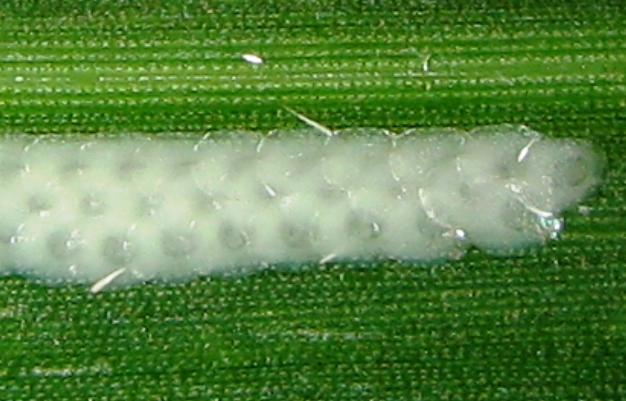
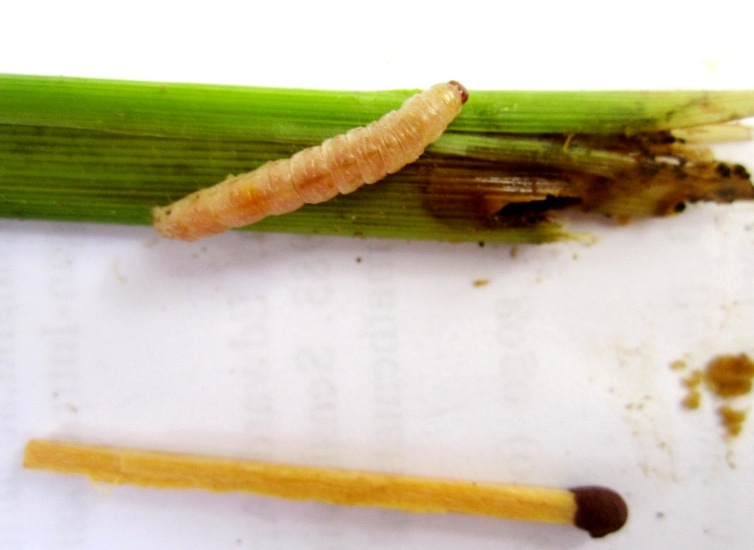
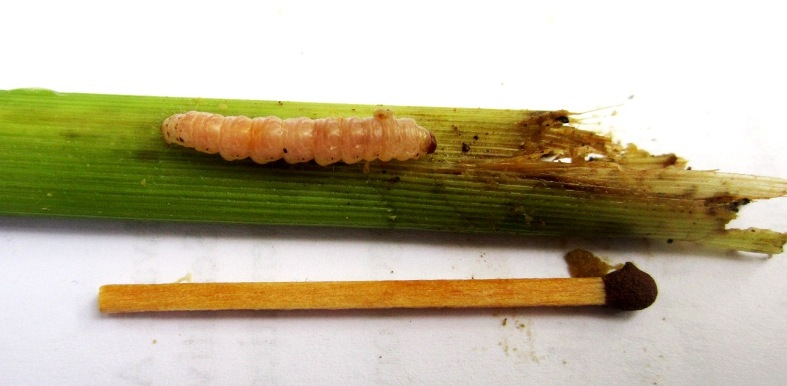